# Sociedade Brasileira de Ornitologia
A Sociedade Brasileira de Ornitologia (SBO) é uma entidade civil sem fins lucrativos, responsável pelo estudo científico e conservação das aves brasileiras.
Foi fundada em 16 de fevereiro de 1984 por participantes do XI Congresso Brasileiro de Ornitologia, em Belém, no estado do Pará.
Sua sede atualmente localiza-se em Brasília.